# Emmeline Moore
 Emmeline Moore (* 29. April 1872 in Batavia, New York, USA; † 12. September 1963 in Guilderland, New York) war eine amerikanische Biologin, Ökologin und Hochschullehrerin. Sie leitete 24 Jahre lang das New York State Department of Environmental Conservation (NYSCD).

## Leben und Werk
Moore war eines von neun Kindern von eingewanderten Eltern, mit denen sie auf einer Farm lebte. Sie besuchte die Geneseo Normal School (heute SUNY Geneseo), die sie 1895 abschloss. Von 1895 bis 1903 unterrichtete sie dann, wie viele in den 1870er Jahren geborene Frauen, an Schulen. Sie studierte anschließend an der Cornell University und erwarb 1905 einen Bachelor of Arts-Abschluss. 1906 erhielt sie am Wellesley College einen Master-Abschluss. Sie unterrichtete danach wieder an Schulen und wurde 1911 Vertretungsprofessorin für Botanik am Huguenot College in Südafrika. Nach ihrer Rückkehr in die Vereinigten Staaten promovierte sie 1916 in Biologie an der Cornell University. Von 1914 bis 1919 lehrte Moore als Assistenzprofessorin Biologie am Vassar College. Während ihrer Lehrtätigkeit verbrachte sie die Sommer damit, für das US Bureau of Fisheries in der Bundesfischbrüterei in Fairport (Iowa) zu arbeiten. Von 1917 bis 1919 forschte sie an einem Projekt des US Bureau of Fisheries zu den primären Nahrungsbeziehungen von Fischen. 1919 wurde sie Ehrenmitglied der University of Wisconsin.
Nach dem Krieg wurde sie 1920 vom New Yorker Naturschutzministerium als Botanikerin und später als Fischkulturspezialistin für eine Untersuchung des Lake George engagiert, wo sie bis 1944 tätig war. 1926 wurde sie zur Direktorin des Biology Survey des Staates ernannt. Ihre Hauptaufgabe bestand darin, die Vermessung des Lake George fortzusetzen und auf das gesamte Wassereinzugsgebiet des Sees auszudehnen, das Dutzende Seen und Hunderte von Quadratmeilen umfasste. Von 1926 bis 1939 leitete sie die Untersuchung und erstellte 17 Ergebnisberichte.
Als erste Frau wurde sie 1927 zur 27. Präsidentin der American Fisheries Society gewählt. Sie veröffentlichte über 25 Erstautorenpublikationen in Transactions of the American Fisheries Society und war die erste Frau in den USA, die einen Artikel über Fischkrankheiten veröffentlichte. Dabei beschrieb sie den Erreger Octomitus salmonis, einen zu den Diplomonadida gehörigen Einzeller.
Sie starb im Alter von 91 Jahren nach längerer Krankheit in einem Pflegeheim in Guilderland, New York.

## Fotografien von Emmeline Moore (Auswahl)
In Potamogetons in Relation to Pond Culture, Bulletin des United States Bureau of Fisheries, Bd. 33, 1913, Washington, DC : Government Printing Office:

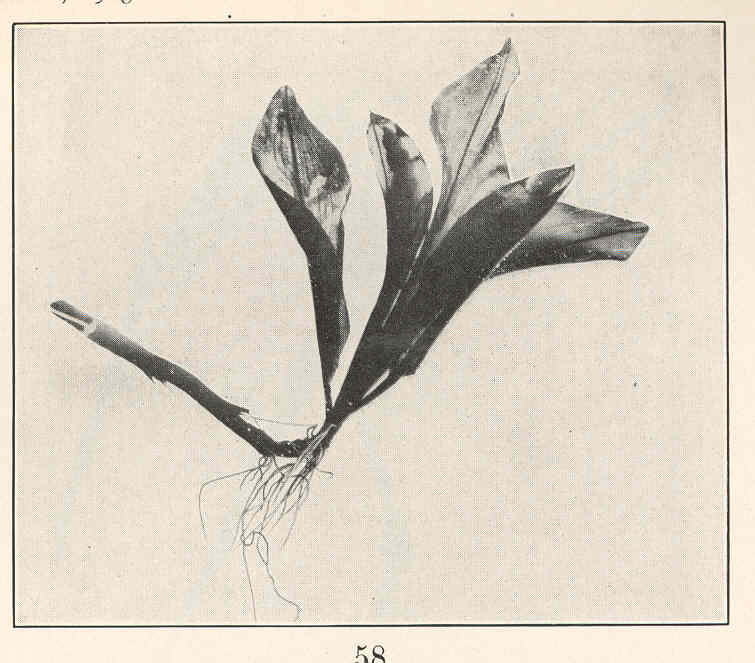
Potamogeton amplifolius, verwurzelte Zweigspitze
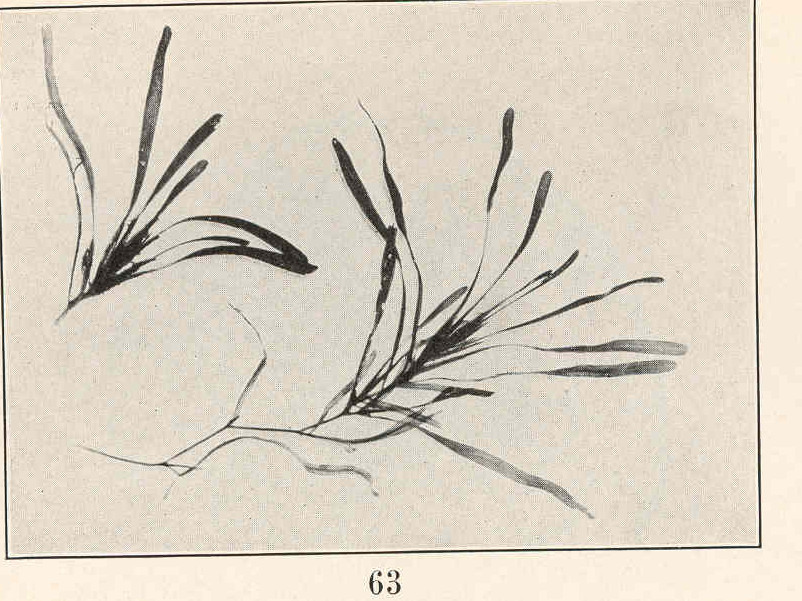
Potamogetonn obtusifolius, Winterknospen
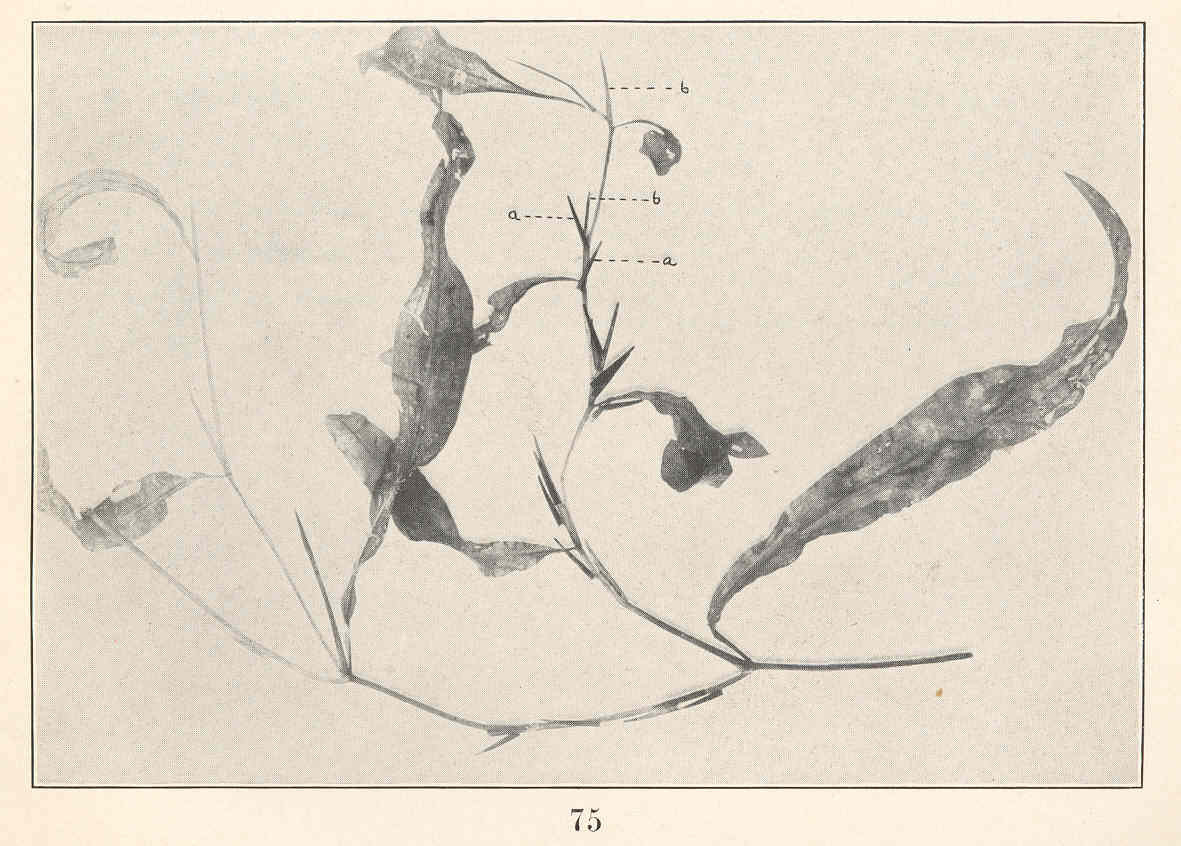
Potamogeton americanus, das die Anhaftung von Köcherfliegen (Familie Leptoceridae) zeigt
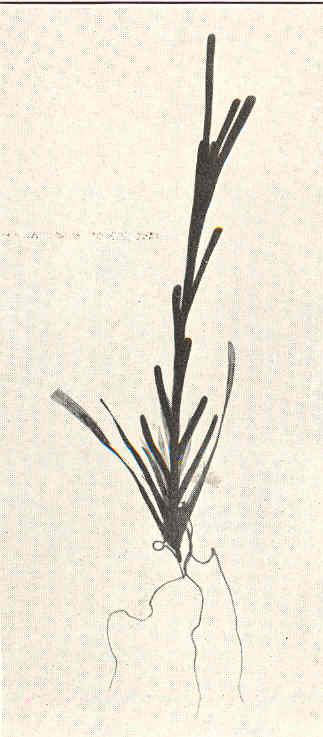
Potamogeton zosterifolius, sprießende Winterknospe. Aquariumexemplar
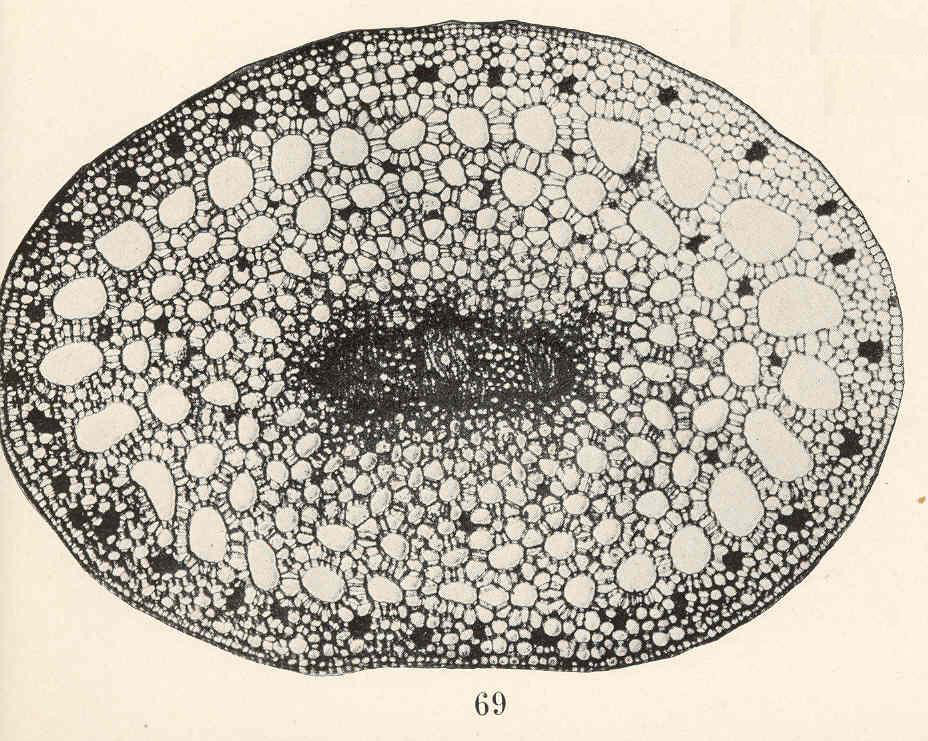
Potamogeton Robbinsii, Mikroaufnahme eines Schnitts durch einen alten Stamm
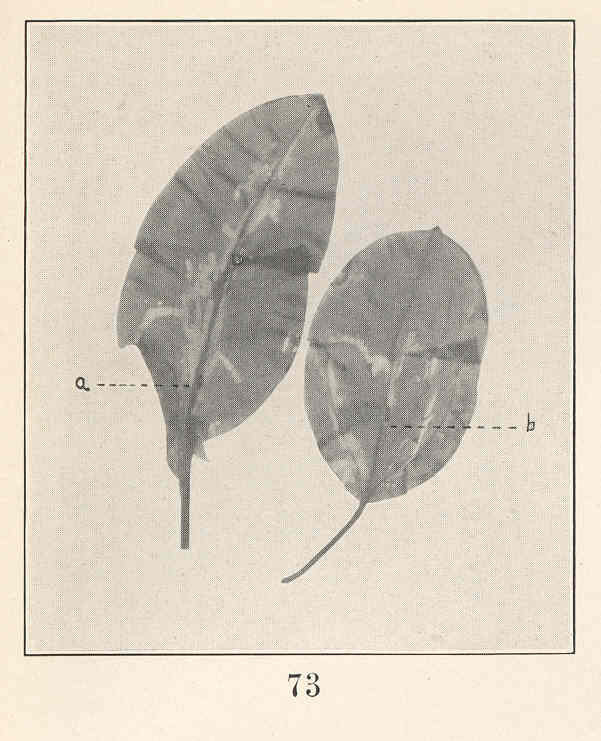
Potamogeton amplifolius, Blätter

## Ehrungen
- zweimalige Auszeichnung mit dem Walker-Preis der Boston Society of Natural History
- 1939: Ehrendoktorwürde des Hobart College
- Das New Yorker Naturschutzministerium benannte ihr zu Ehren 1956 ein Forschungsschiff, die Emmeline-M.
- 2009 richtete die American Fisheries Society den Emmeline Moore Award ein, der jährlich an eine Person verliehen wird, die sich für die Erweiterung der Vielfalt im Bereich der Fischerei einsetzt

## Veröffentlichungen (Auswahl)
- Some Plants of Importance in Pond-fish Culture. BiblioBazaar, 2010, ISBN 978-1-172-20665-0.